# Nanpean
Nanpean är en by i Cornwall distrikt i Cornwall grevskap i England. Byn är belägen 17,5 km 
från Truro. Orten har 2 647 invånare (2015).